# Richard Hammond
Richard Mark Hammond, soprannominato Hamster ovvero "criceto" (Solihull, 19 dicembre 1969), è un conduttore televisivo, conduttore radiofonico e pilota automobilistico britannico.

## Carriera
È noto soprattutto per essere stato fino al 2015 co-presentatore del programma televisivo Top Gear assieme a James May e Jeremy Clarkson, e successivamente in The Grand Tour, co-conduttore dello show motoristico annuale MPH ad Earls Court e del National Exhibition Centre a Birmingham, con Tiff Needell e Jeremy Clarkson. 
In passato ha presentato Brainiac: Science Abuse e scrive degli articoli settimanali per la sezione motori del Daily Mirror del venerdì. È anche il conduttore di Total Wipeout e Invenzioni a catena.  
Nel 2010 ha condotto la serie di documentari intitolati I mondi invisibili di Richard Hammond (Richard Hammond's Invisible Worlds).  
Il 25 aprile 2019  Discovery UK ha annunciato il nuovo show di Hammond, che si chiamerà BIG.
Nel 2021 è protagonista insieme a Tory Belleci di The Great Escapists su Amazon Prime. 
Abita nel Galles con la moglie.

### Incidenti
Nel settembre 2006 ha subito un trauma cranico in seguito a un incidente ad alta velocità a bordo di un'autovettura dragster, chiamata Vampire, sulla quale era stato montato il motore di un aereo della RAF (Royal Air Force). L'incidente è avvenuto a 464 km/h, a causa dello scoppio dello pneumatico anteriore destro, durante le riprese per Top Gear. Alla fine di gennaio 2007, dopo che Hammond si era ristabilito dalle lesioni, la messa in onda di Top Gear è ricominciata nel Regno Unito mostrando lo spezzone video dell'incidente. 
Il 12 giugno 2017, mentre si trovava a Hemberg, in Svizzera, per le riprese  della seconda stagione di The Grand Tour, ha avuto un incidente alla guida di uno degli otto esemplari di Rimac Concept One, che è uscita di strada in un tornante e ha preso fuoco. Il presentatore ha riportato la frattura del piatto tibiale sinistro e la rottura di alcune costole.

## Filmografia parziale
- Scragg and Bones, regia di Brian Johnson - cortometraggio (2006)

## Programmi TV
- Top Gear - serie TV, 199 episodi (2002-2015)
- Time Commanders - serie TV, 27 episodi (2003-2016)
- Total Wipeout - serie TV, 47 episodi (2009-2011)
- Blast Lab - serie TV, 52 episodi (2009-2011)
- Stupidi al quadrato (Science of Stupid) - serie TV, 29 episodi (2013-2015)
- Come si costruisce un pianeta (How to Build a Planet) - serie TV, 2 episodi (2013)
- The Grand Tour (2016-2024)
- Big con Richard Hammond (Richard Hammond's Big) - serie TV (2020)
- I grandi sognatori (The Great Escapists) - serie TV, 6 episodi (2021)
- Sogni a quattro ruote con Richard Hammond (Richard Hammond's Workshop) - (2021-in corso)

## Doppiatori italiani
- Lorenzo Scattorin in Top Gear, Big con Richard Hammond, Stupidi al quadrato, Sogni a quattro ruote con Richard Hammond
- Fabrizio Manfredi in The Grand Tour, I grandi sognatori
- Alberto Bognanni in Come si costruisce un pianeta